# Василий Буслаев
Васи́лий Бусла́ев — герой новгородского былинного эпоса, богатырь. По данным С. А. Азбелева, насчитывающего 53 сюжета героических былин, Василий Буслаев является главным героем трёх из них (№ 40, 41 и 42 по составленному Азбелевым указателю): «Василий Буслаев и новгородцы», «Поездка Василия Буслаева» или «Смерть Василия Буслаева». Два последних названия относятся к одной и той же былине.
В. А. Брим в 1926 году показал, что былина о Василии Буслаеве оказала влияние на исландскую сагу о смелом викинге Боси (в двух редакциях сага называется «Bòsa-saga», в одной — «Bósa-rímur»).

## Образ Василия Буслаева в былинах
Василий Буслаев — новгородский герой, представляющий собой идеал молодецкой безграничной удали. Это самый знаменитый из персонажей фольклора, носящих имя Василий.
Первый из посвящённых Василию Буслаеву былинных сюжетов рассказывает о его конфликте с городской общиной. С юных лет для Васьки нет никаких стеснений; он всегда делает так, как ему вздумается, не обращая внимания на тот вред, который приносят его поступки. Настроив против себя большинство новгородцев, он собирает дружину из таких же сорвиголов, как он сам, и буйствует всё более и более; только мать его имеет над ним хотя бы тень власти. Наконец, подзадоренный на пиру, Василий бьётся об заклад, что будет биться во главе своей дружины на Волховском мосту со всеми новгородскими мужиками. Бой начинается, и угроза Василия избить всех противников до единого близка к осуществлению; только вмешательство матери Василия спасает новгородцев.
Второй из посвящённых Василию Буслаеву былинных сюжетов изображает этого героя уже не юношей, но зрелым человеком. Чувствуя тяжесть своих грехов, Василий отправляется их замаливать в Иерусалим. Но паломничество к Святым местам не меняет характер героя: он демонстративно нарушает все запреты и на обратном пути гибнет самым нелепым образом, пытаясь доказать своё молодечество.
Тип Василия Буслаева был мало разработан в дореволюционной научной литературе. Большинство исследователей высказались в пользу оригинальности этого типа, считая его олицетворением могущества самого Новгорода, тогда как Садко служит олицетворением его богатства.

## Герой кинематографа

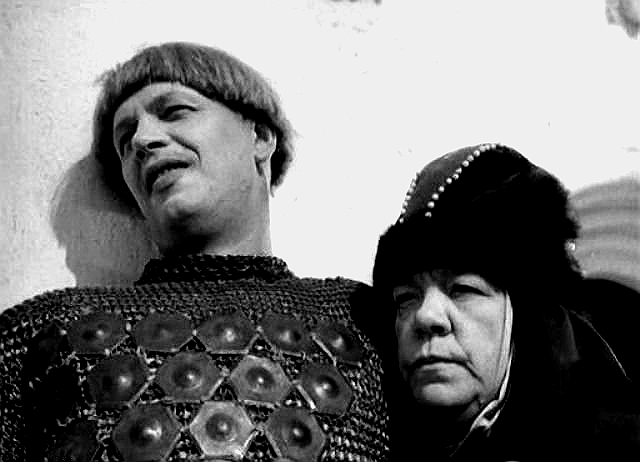
Николай Охлопков (слева) в роли Васьки Буслая. Фильм «Александр Невский»

Одним из главных героев знаменитого фильма Сергея Эйзенштейна «Александр Невский», снятого в 1938 г., является новгородский парень Васька Буслай. Этот персонаж «унаследовал» две свойственные былинному Василию Буслаеву черты: бесшабашную удаль и почтение к матери. В остальном кинематографический герой резко отличен от былинного: он не противопоставляет себя общине, а его бьющая через край энергия умело направляется князем Александром в нужное русло (ему поручается самое важное и самое опасное место в предстоящем бою). Весёлый и гораздый на выдумки Васька Буслай представлен другом-соперником степенного боярина Гаврилы Алексича. В Ледовом побоище оба совершают великие подвиги, а в конце фильма Буслай сам великодушно признаёт первенство старшего друга в воинской доблести.
В 1982 году режиссёром Геннадием Васильевым был снят фильм-сказка «Василий Буслаев», в главной роли — Дмитрий Золотухин. Автором сценария были использованы отдельные мотивы былин о Василии Буслаеве (причём в очень вольной трактовке).